# Old Newton with Dagworth
Old Newton with Dagworth est une paroisse civile du Suffolk, en Angleterre.